# واتشمن
واتشمن (بالإنجليزية: watchmen)‏ هم مجموعة من الأبطال الخارقين من إنتاج شركة دي سي كومكس (DC comics) وهي مجموعة مكونة من 6 أشخاص عندهم قوى خارقة، تمت كتابة القصة من قبل الكاتب آلان مور، وصُوّرت على يد رسام الكاركيتر ديف غيبونز، تقع أحداث القصة في بعد زمني شبيه بكوكب الأرض حيث أمريكا هي التي فازت بحرب الفيتنام وهناك وجود للأبطال الخارقين.

## الشخصيات
- د.منهاتن:(Doctor Manhattan) واسمه الحقيقي د.(جون اوسترين). لما كان صغيرا، كان يريد أن يمتهن صنع الساعات كوالده. لكن هذا الأخير منعه وأرغمه على دراسة الفيزياء النووية. و في إحدى التجارب، دخل جون غرفة التجارب لأنه ظن أنه يستطبع إحضار مئزره قبل العد التنازلي لكنه تأخر وانغلقت الغرفة عليه وتعرض لصعقة كهرومغناطيسية فتتت جسده ظن الجميع أنه مات وقد أقيمه له جنازة ومنذ ذلك الحين صار الجميع يسمع صراخ بالمركز ولاحظوا تشكل جسد ما وبعد عدة أشهر تشكل جسده بالكامل، أرغم على العمل مع الحكومة وساعدهم على الربح في حرب الفيتنام وسمي باسم د/ منهاتن لعمله في مشروع يسمى منهاتن. في إحدى المقابلات أتهم بأنه يصيب كل من يقترب منه بالسرطان.رغم أن هذا كان خاطئا. غضب دكتور منهاتن وتخلى عن المشاعر البشرية وصار يمضي وقته على المريخ يراقب الأرض تنبأ بدمار مدينته فعاد إلى الأرض لكن الأوان قد فات فقد دقت ساعة القيامة و حدثت حرب عالمية ثالثة وكان ozymandias سبب ذلك وشرح لدكتور منهاتن أن ذلك كان ضروريا من أجل توحيد الولايات المتحدة الأمريكية وروسيا ضد عدو مشترك هو غزو مخلوقات فضائية فقرر مغادرة المجرة للذهاب لأخرى أقل تعقيدا لخلق حياة جديدة وقد عاد في حدث Doomsday clock و أظهر بعض قدراته المذهلة والتي هي لا سبيل المثال لا الحصر :
- إحساسه الكلي بالزمن، حيث يستطيع رؤية ماضيه ومستقبله أو ماضي ومستقبل أي شخص آخر
- يستطيع تشويه المادة والفضاء و الزمن وتغيير موادها دون لمسها
- يستطيع خلق أشياء من العدم حيث في نهاية حدث watchmen بعد تسبب ozymandias بحرب عالمية ثالثة تسببت دمار مدينة دكتور منهاتن من أجل توحيد الولايات المتحدة والاتحاد السوفييتي ضد عدو مشترك وهو غزو مخلوقات فضائية. قرر الدكتور أن يذهب لمجرة أقل تعقيدا من أجل خلق حياة جديدة
- يتمتع بقدرة شفاء عالية تعتبر الأقوى في عالم الأبطال الخاريق، حيث يستطيع التجدد من خلية واحدة. و هذا ظهر خاصة في الجزء 12# من سلسلة watchman و العدد 9# من Doomsday clock حيث تعد أقوى من التي عند ديدبول Deadpool و ولفرين wolverine
- عنده قدرة تسليط الطاقة
- المساس، حيث يستطيع اختراق الأجسام حتى أكثرها صلابة كالكواكب
- يستطيع تكبير وتصغير جسمة حيث الرغبة
- يستطيع تقسيم جسمه إلى عدد لا متناهي من النسخ دون أي ضرر جانبي
- يعد مخلوقا خالدا، لا يكبر أو يصغر بالعمر. حيث اعترف قائلا: أنا لا أكبر، لكن العالم هو الذي يكبر
- يعد جسمه تركيبة نادرة. حيث هو مكون من ذرات مفتتة لا نهائية
- يستطيع المشي على الكواكب والنجوم دون أي ضرى
- لا يحتاج إلى الأكل أو الشرب أو النوم
- الطيران
- قوة وسرعة لا محدودة

قبل تحوله كان رجلا متوسط القامة. أبيض البشرة. يرتدي بذلة رسمية وساعة. و بعد تحوله، صار رجلا طويل القامة. أزرق اللون.عاري لا يرتدي أي شيء. يوشم رمز الإلكترون على جبهته حيث عندما عرض عليه الضباط قبعة رفض وقال أنه يحتاج رمز محترم اما باقي المجموعة فهم ليسوا مثل دكتور منهاتن في القوة لكن طبعا يلبسون اقنعه وازياء خاصة لكل واحد
- رورشاخ(Rorschach):واسمه الحقيقي (والتر جوزيف كوفاكس)هو رجل خبير بالفنون القتاليه يلبس قناعا أو جورب مليء بالدم الذي يتحرك على شكل ضحكه لا أحد يعرف كيف حصل على هذا القناع لكن ككل الابطال الخارقين يستخدم القناع لاخفاء هويته ولتخويف اعدائه هو شخص متوسط القامة ذو شعر أحمر
- وزيمايندايس (Ozymandias): واسمه الحقيقي (ادريان فايت)هو شخصيه خارقه مستوحاة من (الإسكندر الاعظم) وهو شخصيه قويه وسريعه جدا بحيث يمكنه امساك رصاصه بعد اطلاقها من السلاح ويدعى بأذكى رجل على الكوكب وقد ورث عن والده وأمه ثروة هائلة لكنه تبرع بها من أجل الجمعيات الخيرية وقام بمشروع لتوحيد العالم ضد عدو مشترك لكن ثمن ذلك كان أرواح أبرياء وهو شخص طويل نسبيا ذو شعر أشقر
- ذي سيكوند نايت أول (the second night owl) واسمه الحقيقي (دانيال درايبرغ)وهو الرجل البومه هو شخصيه شبيهه ل(باتمان) لحد ما فهو يلبس قناعا وزيا خاصا يشبه (باتمان) ولكن على شكل بومه على عكس زي (باتمان) الذي هو على شكل خفاش
- الكوميدي (the Comedian) واسمه الحقيقي (ادوارد بليك)وهو رجل خبير بالاسلحه وشارك في حرب فيتنام بجانب أمريكا وهو معروف بحبه للوطن وسمي الكوميدي لكونه يحب ان يلقي الدعابات على كل شيء حتى في المواقف الجديه
- ذي سيكوند سلك سبكتور(the second Silk Spectre) واسمها الحقيقي(لوري جسابيزك) هي الفتاة الوحيدة في المجموعة ورثت القوى الخارقه عن امها هي ابنة (الكوميدي) أيضا وهي قويه جدا بحيث يمكنها تكسير عظام الشخص بلكمه أو بركلة واحده

### الفيلم
أُنتج وعرض على الشاشة الفضيه في أول فلم ل(واتشمن) في سنة 2009، إخراج (زاك سنايدر)، بطلولة (باتريك ويلسون، جيفري ديان مورغن، ماثيو غودي، جاكي ايرل هالي، بيلي كرابد، ومالين اكيرمان)، وبلغت إيرادات الفيلم 310 مليون دولار.

## وصلات خارجية
- واتشمن على موقع الموسوعة البريطانية (الإنجليزية)